# Hygum Sogn
 For alternative betydninger, se Hygum. (Se også artikler, som begynder med Hygum)
Hygum Sogn er et sogn i Lemvig Provsti (Viborg Stift).
Hygum Sogn havde i 1810-24 Engbjerg Sogn som anneks. Senere i 1800-tallet blev Hove Sogn anneks til Hygum. Alle 3 sogne hørte til Vandfuld Herred i Ringkøbing Amt. Hygum-Hove sognekommune var i 1962 med til at danne Klinkby Kommune, som ved kommunalreformen i 1970 blev indlemmet i Lemvig Kommune.
I Hygum Sogn ligger Hygum Kirke.
I sognet findes følgende autoriserede stednavne:
- Agerskov (bebyggelse)
- Byskov (bebyggelse)
- Gråbæk (bebyggelse)
- Hygum Nor (vandareal)
- Kammersgård (bebyggelse)
- Klinkby Stationsby (bebyggelse)
- Nørby (bebyggelse)
- Plet (areal)
- Påkær (bebyggelse)
- Ryletorv (bebyggelse)
- Stenodde (areal)
- Sønderby (bebyggelse)
- Vestersø (areal)